# Apomys datae
Apomys datae là một loài động vật có vú trong họ Chuột, bộ Gặm nhấm. Loài này được Meyer mô tả năm 1899.

## Hình ảnh

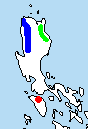